# Podlesie (Żywiec)
Podlesie – dzielnica Żywca położona w zachodniej części miasta, rozciągająca się wzdłuż prawego brzegu potoku Żarnówka.

## Historia
Podlesie powstało jako przysiółek wsi Pietrzykowice, położony na granicy z miastem Żywiec. Utworzony został w wyniku powiększania się granic miejscowości, co było związane z powstawanem nowych budynków oraz ze wzrostem liczby ludności, w szczególności w latach 1900–1939.
Pierwszy fragment Podlesia pomiędzy ulicą Wesołą a skrzyżowaniem ulic Podlesie i Wietrznej przyłączono do Żywca w 1952. Liczył on 104,04 ha powierzchni i był wówczas zamieszkiwany przez 281 osób.
Po 1956 doszło do dalszego rozszerzenia zabudowy Pietrzykowic, w szczególności w kierunku granic z miastem. Doprowadziło to do rozwoju Podlesia, czyniąc z niego osobną jednostkę urbanistyczną stanowiącą przedmieście o zwartej zabudowie, związane gospodarczo i kulturalnie z Żywcem.
W maju 1960 mieszkańcy części Podlesia pozostałej w granicach Pietrzykowic, liczącej wówczas 410 mieszkańców w 74 domach rozlokowanych na 97 ha powierzchni, zwrócili się z wnioskiem do Miejskiej Rady Narodowej w Żywcu o włączenie przysiółka do miasta. Prośba ta została przyjęta przez Radę, jednak zmiana granic nie nastąpiła z powodu sprzeciwu władz wojewódzkich.
Pozostała część Podlesia o powierzchni 97,43 ha została włączona w granice miasta 1 stycznia 2001.

## Komunikacja

### Transport drogowy
Główne ciągi komunikacyjne Podlesia to:
- Droga ekspresowa S1 – biegnie z Bielska-Białej do Zwardonia przez południowo-zachodnią część dzielnicy[7].
- Obwodnica Zachodnia – prowadzący przez południową część dzielnicy fragment drogi wojewódzkiej nr 945 od węzła Żywiec do ronda w ciągu ulicy Wesołej, który stanowi część zachodniej obwodnicy miasta[8][9].
- ul. Wesoła – stanowi część drogi wojewódzkiej nr 945 i przebiega przez wschodnie obrzeża Podlesia[7][8]
- ul. Podlesie – droga powiatowa[10], która powstała w obecnym kształcie w 1969[3] i przecina centrum dzielnicy ze wschodu na zachód, umożliwiając dojazd z Zabłocia i Śródmieścia, jak również od strony Siennej[7].

### Komunikacja miejska i lokalna
Na terenie dzielnicy znajdują się 3 przystanki komunikacji miejskiej. Na przystanku „Smakosz (McDonald's)” zatrzymują się autobusy linii nr 6, 9 i 11, natomiast przystanki „Szkoła” i „ul. Podlesie Pętla” obsługiwane są przez linię nr 18.

## Ulice
- Lawendowa
- Malownicza
- Omastówka
- Owocowa
- Podlesie
- Podmiejska
- Sarni Stok
- Scalona
- Sezamowa
- Skowronkowa
- Wesoła
- Wietrzna
- Zaspowa

## Religia
Miejscowi wierni kościoła rzymskokatolickiego przynależą do parafii św. Floriana w Żywcu-Zabłociu (budynki od ul. Wesołej do ul. Wietrznej) i parafii Najświętszego Serca Pana Jezusa w Pietrzykowicach (budynki od ul. Wietrznej do granic dzielnicy).

## Szkoła Podstawowa w Podlesiu
Pierwsza dwuklasowa szkoła wiejska w Podlesiu została otwarta 28 lutego 1952 roku przy obecnej ulicy Podlesie. Początkowo zajęcia dla czterech oddziałów szkolnych prowadzone były na dwie zmiany przez dwóch nauczycieli. Po zakończeniu czwartej klasy naukę kontynuowano w szkole w Pietrzykowicach. W kolejnych latach wraz ze wzrostem liczby uczniów urządzono dodatkową salę lekcyjną w pomieszczeniu wynajętym w prywatnym domu należącym do państwa Kozak.
W 1966 rejon szkoły został powiększony o osiedle Kabaty i fragment ulicy Wesołej w dzielnicy Zabłocie, a także o część Pietrzykowic. W związku z tym powołano Społeczny Komitet Rozbudowy Szkoły. Prace rozpoczęto jednak dopiero w 1969. Postanowiono o budowie nowej szkoły, a stary budynek wyburzono w 1972. Do otwarcia nowej siedziby doszło 31 sierpnia 1972. Obiekt mieścił 4 sale lekcyjne, kancelarię, pokój nauczycielski, bibliotekę, świetlicę, kuchnię, tymczasową salę gimnastyczną, toalety oraz kotłownię. Od roku szkolnego 1974/1975 zajęcia prowadzono na jedną zmianę.
W kolejnych latach szkoła była doposażana i modernizowana. W 1986 otwarto asfaltowe boisko.
Na przełomie lat 1993–1994 rozpoczęto rozbudowę szkoły o nowe sale lekcyjne oraz docelową salę gimnastyczną, ukończoną w 2001. Po włączeniu całego Podlesia w granice miasta Żywiec, 21 lutego 2002 Szkoła Podstawowa w Podlesiu została przemianowana na Szkołę Podstawową nr 9 w Żywcu oraz przyjęto jej logo.
W budynku przy ul. Podlesie placówka działała do września 2017, kiedy to została przeniesiona do dzielnicy Zabłocie, do dawnej siedziby zlikwidowanego Gimnazjum nr 1 przy ul. Dworcowej. W dotychczas zajmowanym przez nią obiekcie na Podlesiu w 2020 działalność rozpoczęła Niepubliczna Szkoła Mistrzostwa Sportowego.